# 守山市立守山北中学校
守山市立守山北中学校（もりやましりつもりやまきたちゅうがっこう）は、滋賀県守山市にある公立中学校。

## 概要
市内の中央部より東側に位置しており、三上山を望み野洲川と隣接している。通学区は河西小学校区のみからなる。以前は速野・中洲の各小学校区も当校の通学区であり、校名の通り北側に位置していたが、前述した各小学校区は守山市立明富中学校の設置に伴い、1991年 (平成3年) 3月に校区分離が行われた。

## 沿革
- 1978年（昭和53年）2月 - 守山市立守山中学校から分離し、開校する。
- 1991年（平成3年）3月 - 守山市立明富中学校の設置に伴い、校区分離を実施。速野・中洲の各小学校区が当校の校区から外れる。

## 部活動
- 運動部 - 陸上競技、野球（男）、サッカー（男）、ソフトテニス（女）、バドミントン、バスケットボール、卓球、バレーボール（女）
- 文化部 - 吹奏楽、美術、家庭

※かつては器械体操、柔道の各部があった。

## アクセス
- 近江鉄道バス・江若交通「守山北中学校前」停留所 徒歩2分

## 著名な卒業生
- くっきー! - お笑い芸人（野性爆弾）[2]
- ロッシー - お笑い芸人（野性爆弾）[2]
- 美濃部直彦 - 元プロサッカー選手
- 村田和哉 - 元プロサッカー選手

## その他
- 公式マスコット（ゆるキャラ）として「もりきたろう」と「もりゆめみ」が居る[注 1][3]。同マスコットは当校の生徒会[4]や体育祭の「北中ソーラン」（ソーラン節のこと。体育祭の種目の1つとして、2002年から開催）に参加することがある[5]。ちなみに、三日月大造は自身の公式サイトで当校の生徒および教員（ともに生徒会関係者）が国会議事堂の見学に来たことを語り、「政治理念の原点は、中学校（大津市立日吉中学校）時代の生徒会活動」と振り返っている[6]。